# Vicia semiglabra
Vicia semiglabra är en ärtväxtart som beskrevs av Pierre Edmond Boissier. Vicia semiglabra ingår i släktet vickrar, och familjen ärtväxter. Inga underarter finns listade i Catalogue of Life.